# اس‌ام یو-۱۲۳
اس‌ام یو-۱۲۳ (به انگلیسی: SM U-123) یک زیردریایی بود که طول آن ۸۱٫۵ متر (۲۶۷ فوت) بود. این زیردریایی در سال ۱۹۱۸ ساخته شد.